# Saison AFL 1962
La saison AFL 1962 est la 3e saison de l'American Football League (football américain). Elle voit le sacre des Dallas Texans.

## Classement général
| Conférence Est  |      |      |      |        |          |            |
| Franchise       | Vic. | Déf. | Nuls | % vic. | Pts pour | Pts contre |
| Houston Oilers  | 11   | 3    | 0    | .786   | 387      | 270        |
| Boston Patriots | 9    | 4    | 1    | .692   | 346      | 295        |
| Buffalo Bills   | 7    | 6    | 1    | .538   | 309      | 272        |
| New York Titans | 5    | 9    | 0    | .357   | 278      | 428        |

| Conférence Ouest   |      |      |      |        |          |            |
| Franchise          | Vic. | Déf. | Nuls | % vic. | Pts pour | Pts contre |
| Dallas Texans      | 11   | 3    | 0    | .786   | 389      | 233        |
| Denver Broncos     | 7    | 7    | 0    | .500   | 353      | 334        |
| San Diego Chargers | 4    | 10   | 0    | .286   | 314      | 392        |
| Oakland Raiders    | 1    | 13   | 0    | .071   | 213      | 370        |

## Finale AFL
- 23 décembre 1962, à Houston devant 37 981 spectateurs, Dallas Texans 20 - Houston Oilers 17, après prolongation